# Reloj
Reloj è un singolo del rapper portoricani Rauw Alejandro e Anuel AA, pubblicato il 22 ottobre 2020.

## Video musicale
Il videoclip ufficiale è stato pubblicato il giorno dopo l'uscita del brano.

## Tracce
1. Reloj – 3:48

## Classifiche

### Classifiche annuali
| Classifica (2021) | Posizione |
| ----------------- | --------- |
| El Salvador       | 7         |